# Christiane Angibous-Esnault
Pour les articles homonymes, voir Esnault.
Christiane Angibous-Esnault, née le 16 mars 1947 à Paris, est une autrice et poétesse française.

## Biographie

### Jeunesse et carrière
Née à Paris, elle y fait ses études. Avec sa double formation de gestion administrative et de publicité/communication, Christiane Angibous-Esnault fait sa carrière dans des groupes multinationaux en naviguant entre publicité générale et communication d'entreprise pour aboutir à la responsabilité d'opérations incentives internes et externes.

### Débuts de l'écriture
Encouragée par un premier prix de poésie La Rose de Dourdan en 1987 suivi de plusieurs autres ainsi que d’un prix spécial au Grand Prix de la Plume Lorraine en 1995 pour sa nouvelle Soleils et marécages, elle se laisse entraîner dans la photographie et l'aquarelle avec l'exposition Égypte des Dieux et des Hommes. Avec ses amis Philippe Bouvard et Jean-Olivier Gransard-Desmond, ils exposent dans deux villes avant d’être sollicités pour exposer au Centre Culturel d’Égypte à Paris en 2005. C'est sa participation à l’association ArkéoTopia, un autre voie pour l’archéologie qui va l'amener à reprendre l'écriture,.

### Le tournant archéologique

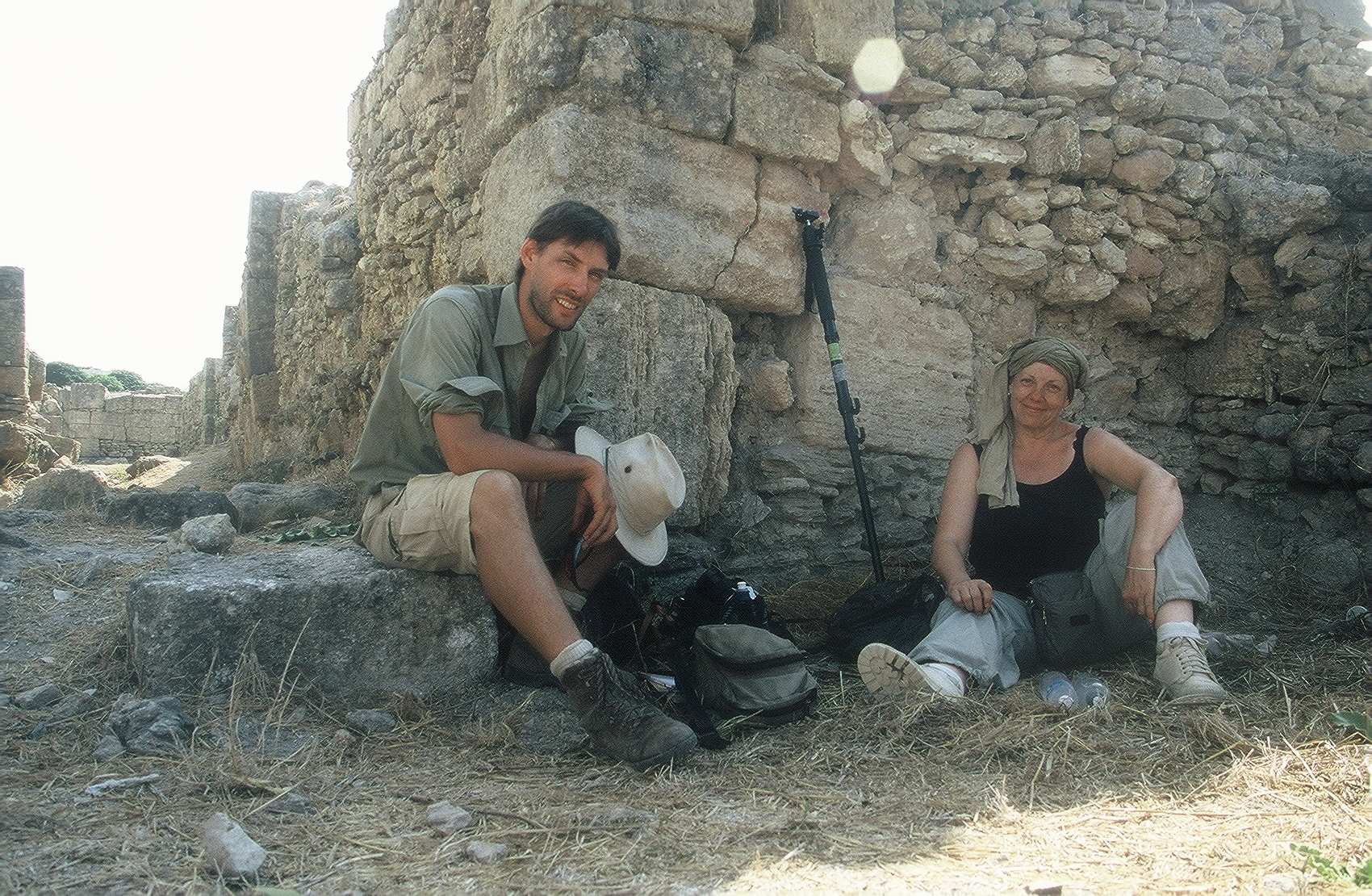
Jean-Olivier Gransard-Desmond et Christiane Angibous-Esnault à Ougarit en 2004

À la suite de sa rencontre en 2003 avec l’archéologue Jean-Olivier Gransard-Desmond et de la création d'ArkéoTopia en 2007, elle choisit d’orienter son écriture vers le genre littéraire du roman de science en jeunesse, un genre qu'ils définissent tous les deux comme : « une fiction dans laquelle l'auteur recourt aux savoirs, savoir-faire et/ou savoir-être d'une discipline scientifique pour raconter une histoire ». Avec l'appui de son conseiller scientifique, elle fait découvrir la recherche archéologique au travers de fiction policière, d'aventure, d'humour mêlant poésie et littérature classique avec son trio : Augustin le scientifique, Octave le poète et Manon l'ingénieur,,.
Son principal travail d’écriture consiste alors à écrire des fictions adaptées de son personnage principal pour des jeunes de 6 à 14 ans. En fonction de l'âge, Augustin a 8 ans, 11 ans ou est un jeune adulte.
En 2008, elle participe au concours Litteratura jeunesse du conseil général du Doubs en proposant l'album jeunesse La malle de grand-père. Si elle ne remporte pas le prix, sa participation pose les bases écrites et dessinées de l'univers d'Augustin.

À partir de novembre 2017, Christiane Angibous-Esnault publie les aventures d'Augustin tour à tour aux éditions Fedora, Tautem, Palémon et ArkéoTopia. En s'appuyant sur son album jeunesse, elle travaille avec différents illustrateurs pour donner naissance à la collection Les Aventuriers du Patrimoine en octobre 2022. C'est depuis cette date qu'en plus de romancière, elle poursuit son travail de directrice artistique pour les personnages et l'univers avec l’illustratrice brésilienne Paola Cardenas e Oliveira.
En 2020, elle rejoint le collectif d'écrivains Les auteurs masqués dont elle devient présidente en 2023 pour l'année. Elle y écrit des spin-off de l'univers d'Augustin.

### Une autrice éclectique
En plus de la jeunesse, elle poursuit la rédaction de poèmes et se met aux haïkus dont elle parsème également ses romans jeunesse.

## Œuvres

### Romans de littérature d'enfance et de jeunesse
- Panique au château et autres aventures d'Augustin : trois histoires archéologiques, Collection L'appel de la truelle, 2017, Fedora.
- Panique au château et autres aventures d'Augustin, 2019, Tautem.
- Collection Les Aventuriers du Patrimoine
  - Fées contre faits à Brocéliande, Tome 1, 2022, Palémon éditions.  (ISBN 978-2-3726-0656-1)
  - Mystère sur la dune à l'Île-d'Houat, Tome 2, 2023, Palémon éditions.  (ISBN 978-2-3726-0960-9)
  - Le secret du pain de sucre dans les Côtes-d'Armor, Tome 3, 2023, Palémon éditions.  (ISBN 978-2-3726-0973-9)
  - Les voleurs de relique à Chartres, Tome 4, 2024, ArkéoTopia éditions.  (ISBN 978-2-4875-6700-9)
  - Panique au château à Dourdan, Tome 5, 2024, ArkéoTopia éditions.  (ISBN 978-2-4875-6701-6)
  - Objectif Dune sur le Bassin d'Arcachon, Tome 6, 2025, ArkéoTopia éditions.  (ISBN 978-2-4875-6702-3)

### Nouvelles
- spin-off de l'univers d'Augustin et des aventuriers du patrimoine[6]
  - « Enfermé ! Dessous, dessus ! », dans : Collectif Les auteurs masqués, Histoires de confinés, avril 2020, p. 63-70.
  - « No Limit! », dans : Collectif Les auteurs masqués, Histoires de femmes, décembre 2020, p. 127-136.
  - « Bataille d'invention », dans : Collectif Les auteurs masqués, Histoires de tolérance, août 2020, p. 105-114.
  - « Un jour d'utiles frivolités », dans : Collectif Les auteurs masqués, Histoires non essentielles, juin 2021, p. 146-157.
  - « Magie d'un rêve », dans : Collectif Les auteurs masqués, Histoires de magie, novembre 2020, p. 61-71.
- « Petit point noir », Salon Bigouden du livre, concours de nouvelles Passagers du vent 2023, décembre 2023.

### Poésie
- Moisson 87 de La Rose de Dourdan, 1987.
- Moisson 88 de La Rose de Dourdan, 1988.
- Moisson 90 de La Rose de Dourdan, 1990.
- Haïkus de Bretagne, 2021, édition Pipa, 57 et 80  (ISBN 978-2-37679-052-5)
- « Nouvelle ère », 2020. Poème en licence libre sur le Néolithique publié pour la première fois sur le site d'ArkéoTopia qui a fait l'objet d'une utilisation dans le manuel scolaire Croque-Pages CM1[8].

## Prix et distinctions
- 1987, La Rose de Dourdan 4e année, premier prix de poésie
- 1988, La Rose de Dourdan 5e année, premier prix de poésie
- 1990, La Rose de Dourdan 7e année, premier prix de poésie
- 1994, Visages du XXe siècle 41e année, mention poèmes remarquées
- 1995, Prix du concours A.P.P.E.L., premier prix de poésie
- 1995, Grand Prix de la Plume Lorraine, prix spécial pour sa nouvelle Soleils et marécages
- 1996, Prix de l'étang de Berre, premier prix Lagon Bleu pour ses poésies